# Dnipro
Dnipro (em ucraniano:  Дніпро ⓘ; em russo:  Днепр; anteriormente Dnipropetrovsk) é a quarta maior cidade da Ucrânia, com cerca de um milhão de habitantes. Está localizada no sudeste do país, às margens do rio Dniepre. Dnipro é a capital e centro administrativo do óblast de Dnipropetrovsk. É um dos principais centros industriais da Ucrânia.
Foi fundada por Grigori Potemkin em 1787 com a designação de Ekaterinoslav (em russo:  Екатериносла́в). Foi designada de Novorossiysk entre 1796 e 1802, recuperando seu nome original de Ekaterinoslav. Em 1926 foi nomeada de Dnipropetrovsk, após o oficial soviético Grigory Petrovsk. Em 2016 passou a se chamar apenas Dnipro, devido à descomunização na Ucrânia.
Durante a Segunda Guerra Mundial, a cidade foi em grande parte destruída, sendo um dos centros da resistência soviética.
O local é a cidade natal de diversas personalidades conhecidas mundialmente, como a mística Helena Blavatsky, a política ucraniana Iúlia Timochenko, o informático norte-americano Leonid Levin, a patinadora Tatiana Lavka e o premier soviético Leonid Brejnev.

## Geografia

### Clima
Dnipro tem caracterizado por um clima temperado mediterrânico (Csa) com características continentais,com a presença de desertos semi-áridos, com verões relativamente quentes e invernos relativamente frios. As temperaturas são mais frias, com uma média anual de 10,6 °C, com invernos frios, com geadas frequentes (74 dias de geada por ano em média). Neve cai durante 16 dias, em média, por ano, enquanto fortes quedas de neve são raros. Verão é quente. Dnipro possui um clima bastante agradável, em comparação a outras grandes cidades  Ucrânia. Precipitação cai na maioria das vezes na forma de chuva, embora no inverno, algumas vezes neve na cidade. Porém, a maior parte da neve acaba derretendo rapidamente ou na atmosfera ou no solo. A taxa de precipitação média anual na cidade é de 56 cm.
| Temperatura do ar (em ºC) | Temperatura do ar (em ºC) | Temperatura do ar (em ºC) | Temperatura do ar (em ºC) | Temperatura do ar (em ºC) | Temperatura do ar (em ºC) | Temperatura do ar (em ºC) | Temperatura do ar (em ºC) | Temperatura do ar (em ºC) | Temperatura do ar (em ºC) | Temperatura do ar (em ºC) | Temperatura do ar (em ºC) | Temperatura do ar (em ºC) | Temperatura do ar (em ºC) |
| Mês                       | Jan                       | Fev                       | Mar                       | Abr                       | Mai                       | Jun                       | Jul                       | Ago                       | Set                       | Out                       | Nov                       | Dez                       | Ano                       |
| ------------------------- | ------------------------- | ------------------------- | ------------------------- | ------------------------- | ------------------------- | ------------------------- | ------------------------- | ------------------------- | ------------------------- | ------------------------- | ------------------------- | ------------------------- | ------------------------- |
| Máx.                      | 12,3                      | 17,5                      | 24,1                      | 31,8                      | 36,1                      | 37,8                      | 39,8                      | 40,9                      | 36,5                      | 32,6                      | 20,6                      | 13,7                      | 40,9                      |
| Med. Máx.                 | −0,9                      | 0,6                       | 7,1                       | 16,0                      | 22,7                      | 26,6                      | 29,1                      | 28,7                      | 22,4                      | 14,4                      | 5,8                       | 0,6                       | 14,4                      |
| Média                     | −3,6                      | −2,8                      | 2,5                       | 10,3                      | 16,5                      | 20,5                      | 22,7                      | 22,1                      | 16,2                      | 9,2                       | 2,6                       | −1,9                      | 9,5                       |
| Med. Mín.                 | −6,1                      | −5,8                      | −1,2                      | 5,1                       | 10,9                      | 15,1                      | 17,1                      | 16,3                      | 11,0                      | 5,2                       | −0,1                      | −4,2                      | 5,3                       |
| Mín.                      | −30,0                     | −27,8                     | −19,2                     | −8,2                      | −2,4                      | 3,9                       | 5,9                       | 3,9                       | −3,0                      | −8,0                      | −17,9                     | −27,8                     | −30,0                     |

## Geminações
As cidades-irmãs de Dnipro são:
- Dalian, China
- Durham, Canadá
- Gomel, Belarus (2018)
- Herzliya, Israel (1992)
- Cutáissi, Geórgia
- Estetino, Polônia (2010)
- Tasquente, Uzbequistão (1998)
- Vilnius, Lituânia (1988)
- Xian, China (1998)
- Žilina, Eslováquia (1993)
- Colônia, Alemanha (2024)